# Lupien de Rezé
Lupien de Rezé (ou en latin Lupianus Ratiatensis, de Ratiatum) est un saint chrétien du IVe siècle. Baptisé par Saint Hilaire, il fait partie des premiers chrétiens de la cité antique de Ratiatum et du Pays de Retz.
Saint Lupien est vénéré dans l'Eglise catholique-romaine et dans l'Eglise orthodoxe. Cependant, la date de sa commémoration n'est pas claire. Selon Claude Laporte, il pourrait être fêté le 29 avril ou encore le 1er juillet, tandis qu'Yves Lostanlen, rapporte que le chanoine Abel Cahour s'interrogeait sur le 11 octobre, jour présumé de sa mort sans réelle preuve, ou le 11 juillet comme l'aurait mentionné un bréviaire du XVe siècle du diocèse de Nantes.
Saint Lupien fait partie des premiers chrétiens connus de l'actuelle région nantaise, après Donatien et Rogatien, les saints Enfants nantais. Il est possible que Lupien ait joué un rôle dans l'évangélisation locale. Son culte est entre autres attesté par la chapelle Saint-Lupien portant son nom et édifiée au lieu de son tombeau, à Rezé.
Saint Lupien de Rezé ne doit pas être confondu avec Saint Louvent, martyr du VIe siècle en Champagne, portant également le nom de Lupien. Il ne doit pas non plus être appelé Lucien comme l'erreur a été faite par le passé, sûrement parce que Lupien, venant du latin lupus (loup), était étrange pour certains, qui ont préféré le nommer Lucien, prénom bien plus commun.

## Biographie
La vie de Saint Lupien n'est pas bien connue mais Saint Grégoire de Tours lui dédia au VIe siècle un chapitre de son ouvrage hagiographique De la Gloire des Confesseurs. Par cette œuvre, nous savons que Lupien se fit baptisé par Saint Hilaire, le premier évêque de Poitiers, entre 350 et 367 (période de pontificat), probablement après son retour d'exil en Phrygie. Hilaire de Poitiers serait venu plusieurs fois à Ratiatum, la seconde cité pictave, pour rendre visite à sa communauté chrétienne naissante et enseigna alors son disciple Lupien. Ce dernier mourut ensuite assez rapidement selon les dires de l'évêque de Tours. C'est ce que garderait en mémoire la Tradition selon Yves Lostanlen,. Grégoire de Tours semble ainsi assimiler la mort soudaine du jeune Lupien à un martyre chrétien, le désignant parmi les Confesseurs de la foi, ce qui renforce l'idée que Saint Lupien ait joué un rôle majeur dans l'évangélisation de sa cité.
L'hagiographie réalisée par Grégoire de Tours est la suivante : « Caput LIV - De Lupiano confessore. Infra ipsum Pictavorum terminum, qui adjacet civitati Namneticae id est, in vico Ratiatensi, Lupianus quidam in albis transiens requiescit. Hic fertur a beato Hilario antistite donum baptismatis suscepisse; sed mox, ut diximus, migravit a corpore. Cui a Deo bonorum omnium largitore tanta est gratia attributa, ut ad ejus sepulcrum caecus visum, paralyticus gressum, mutus mereretur eloquium. (Gregorius Turonensis, De gloria beatorum confessorum) » (« Chapitre 54 - De Lupien le confesseur. Un certain Lupien qui passa le reste de sa vie dans l'habit blanc, duquel il fut revêtu en son baptême, repose dans la partie du Poitou, proche de la ville de Nantes, en un lieu qui  s'appelle Ratiatum. On dit qu'il fut baptisé par les mains du bienheureux évêque saint Hilaire ; et mourut incontinent après, comme nous venons de le dire. Mais il reçut tant de grâces de Dieu qui départ à tout le monde des biens avec largesse, qu'un aveugle reçut la vue à son sépulcre, un paralytique y reprit la vigueur de ses membres et marcha sûrement, et un muet y recouvra la parole. » en latin).
Saint Hilaire de Poitiers ayant été un évêque nicéen et fervent défenseur de l'orthodoxie face à l'arianisme, nous pouvons en déduire que Saint Lupien de Rezé était lui aussi un chrétien nicéen et que la première confession chrétienne répandue dans la ville de Ratiatum était bien le christianisme nicéen. Cette affirmation se vérifie par la réception de Saint Lupien dans les siècles ultérieurs, la France étant officiellement nicéenne depuis le baptême du roi des Francs Clovis Ier à la fin du Ve siècle.

## Culte et canonisation
Le baptême par Saint Hilaire, la mort soudaine du jeune chrétien et les miracles de guérison produits sur sa tombe sont des éléments qui ont assurément participé à la « canonisation populaire » de Lupien de Rezé. Ce dernier a vraisemblablement fait l'objet d'une vénération locale, au point que la chapelle Saint-Lupien ait été bâtie sur ses reliques (tombeau) à Rezé, sur le site Saint-Lupien, qui donc porte, en plus de la chapelle, également son nom.
Cette toponymie est le témoin d'un culte rendu à Saint Lupien par le passé, bien qu'il semble désormais globalement oublié, n'étant même pas présent dans le Calendrier des saints honorés dans le diocèse de Nantes publié en 1985. Il est toutefois à noter que Ratiatum, étant située au sud de la Loire, ne faisait pas partie du diocèse de Nantes (Nord-Loire) au temps de Saint Lupien mais du diocèse de Poitiers (étendu alors jusqu'au Sud-Loire). Rezé connaîtra plus tard son propre diocèse, avec un unique évêque connu au début du VIe siècle, Adelphius,. Cependant, Rezé rejoindra rapidement le diocèse de Nantes, et il serait ainsi étonnant de ne pas voir Saint Lupien cité dans le Calendrier nantais du XXe siècle, si celui-ci faisait encore l'objet d'un culte.
La chapelle était un lieu de pèlerinage jusqu'au XIXe siècle. Le travail archéologique réalisé par Le Chronographe au début du XXIe siècle a permis de démontrer que le sous-sol de l'édifice religieux est une nécropole. Les chrétiens désiraient donc inhumer leurs défunts près de la tombe de Saint Lupien. Cette pratique religieuse confirme le culte voué au saint et renforce l'hypothèse, non vérifiée dans l'absolu, que son tombeau était bien situé au lieu de la chapelle,.
Le dernier hommage que nous connaissons à Saint Lupien est un vitrail décrivant le baptême du jeune chrétien par l'évêque Hilaire de Poitiers, que le maître-verrier Meuret lui dédia, lorsque l'église Saint-Pierre de Rezé fût dotée de vitraux en 1891. Ce vitrail est aujourd'hui retiré de l'église,.